# たしろちさと
たしろ ちさと（1969年 - ）は、日本の絵本作家。東京都生まれ、横浜市育ち。
明治学院大学経済学部卒業。4年間の会社員を経て絵本創作を始め、高橋宏幸に師事。2001年に『みんなの家』（福音館書店「おおきなポケット」）でデビュー。2003年の『ぼくはカメレオン』は世界7カ国同時発売となる。2011年、『5ひきのすてきなねずみ ひっこしだいさくせん』で第16回日本絵本賞受賞。

## 主な作品

### 日本語版
- ぼくはカメレオン（グランまま社）
- 5ひきのすてきなねずみ おんがくかいのよる（ほるぷ出版）
- 5ひきのすてきなねずみ ひっこしだいさくせん（ほるぷ出版）
- せかいいちまじめなレストラン（ほるぷ出版）
- くんくん、いいにおい（グランまま社）
- きこえる？きこえるよ（グランまま社）
- すずめくん どこで ごはん たべるの？（福音館書店）
- ぼく うまれるよ（アリス館）
- ぷんとくちゃんのぼうし（アリス館）
- クリスマスのおかいもの（講談社）
- ポレポレやまのぼり（大日本図書）
- どうぶつどんどん（大日本図書）
- きょうりゅうオーディション（小学館）
- はなびのひ（佼成出版社）

### 外国語版
- Five Nice Mice build a house(minedition)
- Five Nice Mice(minedition)
- Chameleon's Colors(Michael Neugebauer Book)